# Agnete von Prangen
Agnete von Prangen, född 27 juni 1880 i Köpenhamn död 14 april 1968, var en dansk skådespelare och manusförfattare. Hon var gift 1908–1916 med skådespelaren August Blom. 
von Prangen scendebuterade som 21-årig på Det Kongelige Teater i Köpenhamn. Hon filmdebuterade 1910 i Kærlighed og Venskab och fick därefter oftast spela huvudroller i de 30 filmer hon medverkade i. Hon titulerades Agnete Blom till 1915 varefter hon återtog sitt flicknamn. Hon drog sig bort från teaterscenen 1914 på grund av hjärtproblem.

## Filmmanus
- 1918 – Fyrvaktarens dotter

## Filmografi roller
- 1916 – Guldets gift